# Hermannus Höfte
Hermannus Höfte (* 5. August 1884 in Amsterdam; † 18. November 1961 ebenda) war ein niederländischer Ruderer.

## Karriere
Höfte nahm 1908 an den Olympischen Spielen in London teil. Im Vierer ohne Steuermann gewann er mit seiner Mannschaft die Bronzemedaille.